# Саки (Смоленская область)
Саки — деревня в Смоленской области России, в Демидовском районе. Расположена в северо-восточной части области в 22 км к северу от Демидова, в 18 км к западу от Пржевальского.
Население — 5 жителей (2007 год). Входит в состав Баклановского сельского поселения.

## Достопримечательности
- Курганная группа (до раскопок было более тридцати курганов) в 0,3 км к востоку от деревни. При раскопках курганов И.С. Абрамовым в 1905 году были найдены два арабских дирхама 947 и 1056 годов чеканки. Насыпаны курганы в X – XIII веках.